# Boccherini Inlet
Das Boccherini Inlet ist eine vereiste Bucht an der Südküste der Beethoven-Halbinsel auf der westantarktischen Alexander-I.-Insel. Sie ist eine Nebenbucht des Bach Inlet und bildet die nördliche Begrenzung des Bach-Schelfeises.
Der britische Geograph Derek Searle vom Falkland Islands Dependencies Survey kartierte die Bucht 1960 anhand von Luftaufnahmen der US-amerikanischen Ronne Antarctic Research Expedition (1947–1948). Das UK Antarctic Place-Names Committee benannte sie nach dem italienischen Komponisten Luigi Boccherini (1724–1805).